# Canthon cobosi
Canthon cobosi är en skalbaggsart som beskrevs av Guido Pereira och Martinez 1960. Canthon cobosi ingår i släktet Canthon och familjen bladhorningar. Inga underarter finns listade.